# Pernilla Dahlman
Pernilla Dahlman, född 1971, är en svensk företagsledare, entreprenör inom affärsinnovation och hållbarhet samt verksam i bolagsstyrelser.
Hon var 2014-2020 VD för design- och innovationsbyrån Daresay, och vann 2015 utmärkelsen Årets VD.
Hon har masterexamen i internationell ekonomi från Uppsala universitet samt inom design management från Berghs School of Communication. 
Sedan 2020 driver hon innovationsplattformen BOLDBee.
Styrelseuppdrag i urval
Cradlenet  http://www.cradlenet.se/, organisation för utveckling mot en cirkulär ekonomi (2018-2019), 46elks  https://46elks.se/  SaaS- bolag med kommunikationslösning för digitala produkter (2021-), MUM Group https://mumgroup.se/